# Pro Mazda Championship 2015
Het Pro Mazda Championship 2015 is een raceklasse in de autosport. Het was het zeventiende kampioenschap van de Formule Mazda. 

## Teams en rijders
| Team                                      | Nr | Rijders          | Races                  |
| ----------------------------------------- | -- | ---------------- | ---------------------- |
| Andretti Autosport                        | 22 | Weiron Tan       | Alle                   |
| Andretti Autosport                        | 28 | Dalton Kellett   | Alle                   |
| Cape Motorsports with Wayne Taylor Racing | 2  | Daniel Burkett   | Alle                   |
| Cape Motorsports with Wayne Taylor Racing | 3  | Neil Alberico    | Alle                   |
| Cape Motorsports with Wayne Taylor Racing | 20 | Florian Latorre  | Alle                   |
| JDC Motorsports                           | 19 | Raoul Owens      | 1-5                    |
| JDC Motorsports                           | 19 | Scott Hargrove   | 6-8                    |
| JDC Motorsports                           | 26 | Parker Nicklin   | 1-8, 15-16             |
| JDC Motorsports                           | 44 | Kevin Davis      | 6-8                    |
| JDC Motorsports                           | 54 | Michael Johnson  | 1-2, 13-16             |
| JDC Motorsports                           | 91 | Kyle Connery     | 1-8, 10-11, 13-16      |
| Juncos Racing                             | 5  | Garett Grist     | Alle                   |
| Juncos Racing                             | 6  | Timothé Buret    | Alle                   |
| Juncos Racing                             | 7  | José Gutiérrez   | Alle                   |
| Juncos Racing                             | 23 | Will Owen        | Alle                   |
| Kaminsky Racing                           | 57 | Bob Kaminsky     | 6-8, 13-14             |
| M1 Racing                                 | 21 | Victor Franzoni  | 6-11, 13-16            |
| M1 Racing                                 | 33 | Carlos Conde     | 6-8                    |
| M1 Racing                                 | 37 | Jay Horak        | 1-2, 4-8, 10-11, 15-16 |
| M1 Racing                                 | 62 | Bryson Schutte   | 10-11                  |
| Team Pelfrey                              | 80 | Raoul Owens      | 6-16                   |
| Team Pelfrey                              | 81 | Santiago Urrutia | Alle                   |
| Team Pelfrey                              | 84 | Patricio O'Ward  | Alle                   |
| World Speed Motorsports                   | 13 | Bobby Eberle     | 1-11, 13-16            |
| World Speed Motorsports                   | 14 | Alessandro Latif | Alle                   |

## Uitslagen
| Race | Datum        | Circuit                                     | Locatie            | Pole position    | Snelste ronde   | Meeste ronden aan de leiding | Winnaar          | Team                    |
| ---- | ------------ | ------------------------------------------- | ------------------ | ---------------- | --------------- | ---------------------------- | ---------------- | ----------------------- |
| 1    | 28 maart     | Stratencircuit Saint Petersburg             | St. Petersburg, FL | Neil Alberico    | Neil Alberico   | Neil Alberico                | Neil Alberico    | Cape Motorsports w/ WTR |
| 2    | 29 maart     | Stratencircuit Saint Petersburg             | St. Petersburg, FL | Neil Alberico    | José Gutiérrez  | Neil Alberico                | Neil Alberico    | Cape Motorsports w/ WTR |
| 3    | 11 april     | NOLA Motorsports Park                       | Avondale, LA       | Weiron Tan       | Patricio O'Ward | Santiago Urrutia             | Santiago Urrutia | Team Pelfrey            |
| –    | 12 april     | NOLA Motorsports Park                       | Avondale, LA       | Weiron Tan       | Afgelast*       | Afgelast*                    | Afgelast*        | Afgelast*               |
| 4    | 25 april     | Barber Motorsports Park                     | Birmingham, AL     | Weiron Tan       | Timothé Buret   | Weiron Tan                   | Weiron Tan       | Andretti Autosport      |
| 5    | 26 april     | Barber Motorsports Park                     | Birmingham, AL     | Weiron Tan       | Neil Alberico   | Neil Alberico                | Neil Alberico    | Cape Motorsports w/ WTR |
| 6    | 7 mei        | Indianapolis Motor Speedway (binnencircuit) | Speedway, IN       | Weiron Tan*      | Timothé Buret   | Weiron Tan                   | Weiron Tan       | Andretti Autosport      |
| 7    | 8 mei        | Indianapolis Motor Speedway (binnencircuit) | Speedway, IN       | Timothé Buret    | Weiron Tan      | Timothé Buret                | Timothé Buret    | Juncos Racing           |
| 8    | 9 mei        | Indianapolis Motor Speedway (binnencircuit) | Speedway, IN       | Santiago Urrutia | Victor Franzoni | Santiago Urrutia             | Santiago Urrutia | Team Pelfrey            |
| 9    | 23 mei       | Lucas Oil Raceway at Indianapolis           | Clermont, IN       | Weiron Tan       | Weiron Tan      | Weiron Tan                   | Weiron Tan       | Andretti Autosport      |
| 10   | 13 juni      | Stratencircuit Toronto                      | Toronto, ON        | Florian Latorre  | Florian Latorre | Florian Latorre              | Florian Latorre  | Cape Motorsports w/ WTR |
| 11   | 14 juni      | Stratencircuit Toronto                      | Toronto, ON        | Garett Grist     | Garett Grist    | Garett Grist                 | Garett Grist     | Juncos Racing           |
| 12   | 16 augustus  | Iowa Speedway                               | Newton, IA         | Weiron Tan       | Weiron Tan      | Weiron Tan                   | Weiron Tan       | Andretti Autosport      |
| 13   | 1 augustus   | Mid-Ohio Sports Car Course                  | Lexington, OH      | Garett Grist     | Neil Alberico   | Santiago Urrutia             | Santiago Urrutia | Team Pelfrey            |
| 14   | 2 augustus   | Mid-Ohio Sports Car Course                  | Lexington, OH      | Garett Grist     | Garett Grist    | Neil Alberico                | Neil Alberico    | Cape Motorsports w/ WTR |
| 15   | 12 september | Mazda Raceway Laguna Seca                   | Monterey, CA       | Garett Grist     | Garett Grist    | Garett Grist                 | Garett Grist     | Juncos Racing           |
| 16   | 13 september | Mazda Raceway Laguna Seca                   | Monterey, CA       | Santiago Urrutia | Garett Grist    | Garett Grist                 | Garett Grist     | Juncos Racing           |

- De tweede race op NOLA Motorsports Park was afgelast vanwege hevige regenval. Op de Indianapolis Motor Speedway werd er een extra race gehouden als vervanger van deze race.

| Pos | Rijder           | STP | STP | NOL | NOL | BAR | BAR | IMS | IMS | IMS | IND | TOR | TOR | IOW | MOH | MOH | LAG | LAG | Punten |
| --- | ---------------- | --- | --- | --- | --- | --- | --- | --- | --- | --- | --- | --- | --- | --- | --- | --- | --- | --- | ------ |
| 1   | Santiago Urrutia | 2   | 4   | 1*  | C   | 3   | 2   | 4   | 3   | 1*  | 15  | 7   | 4   | 5   | 1*  | 3   | 2   | 2   | 355    |
| 2   | Neil Alberico    | 1*  | 1*  | 6   | C   | 4   | 1*  | 3   | 17  | 7   | 3   | 14  | 17  | 7   | 2   | 1*  | 16  | 3   | 302    |
| 3   | Garett Grist     | 11  | 6   | 11  | C   | 7   | 3   | 5   | 6   | 8   | 4   | 5   | 1*  | 11  | 4   | 9   | 1*  | 1*  | 294    |
| 4   | Weiron Tan       | 16  | 15  | 2   | C   | 1*  | 14  | 1*  | 4   | 21  | 1*  | 13  | 2   | 1*  | 6   | 7   | 5   | 9   | 282*   |
| 5   | Timothé Buret    | 17  | 13  | 3   | C   | 2   | 8   | 2   | 1*  | 3   | 12  | 3   | 7   | 9   | 3   | 2   | 11  | 7   | 281    |
| 6   | Patricio O'Ward  | 4   | 14  | 4   | C   | 5   | 7   | 6   | 10  | 5   | 7   | 2   | 3   | 3   | 7   | 6   | 18  | 6   | 250    |
| 7   | Will Owen        | 8   | 8   | 13  | C   | 9   | 4   | 8   | 8   | 2   | 2   | 15  | 8   | 10  | 8   | 5   | 3   | 4   | 243    |
| 8   | Florian Latorre  | 3   | 16  | 5   | C   | 8   | 5   | 21  | 2   | 6   | 8   | 1*  | 14  | 8   | 5   | 17  | 8   | 18  | 222    |
| 9   | José Gutiérrez   | 5   | 2   | 8   | C   | 16  | 16  | 12  | 7   | 4   | 5   | 16  | 5   | 6   | 12  | 10  | 4   | 8   | 216    |
| 10  | Dalton Kellett   | 7   | 7   | 7   | C   | 15  | 6   | 11  | 13  | 11  | 13  | 17  | DNS | 2   | 9   | 8   | 6   | 5   | 187    |
| 11  | Daniel Burkett   | 14  | 3   | 9   | C   | 10  | 10  | 9   | 9   | 10  | 9   | 18  | 9   | 4   | 11  | 12  | 9   | 11  | 176**  |
| 12  | Raoul Owens      | 6   | 10  | 12  | C   | 6   | 11  | 18  | 11  | 12  | 14  | 8   | 6   | 12  | 13  | 13  | 7   | 16  | 166    |
| 13  | Alessandro Latif | 9   | 17  | 10  | C   | 12  | 12  | 13  | 14  | 14  | 10  | 9   | 13  | 13  | 14  | 11  | 12  | 15  | 140    |
| 14  | Kyle Connery     | 10  | 5   | 14  | C   | 17  | 9   | 20  | 15  | 13  |     | 6   | 10  |     | 18  | 14  | 17  | 10  | 122    |
| 15  | Bobby Eberle     | 13  | 12  | 16  | C   | 14  | 15  | 14  | 18  | 17  | 11  | 11  | 15  |     | 16  | 16  | 14  | 14  | 101    |
| 16  | Victor Franzoni  |     |     |     |     |     |     | 10  | 5   | 19  | 6   | 4   | 16  |     | 10  | 4   | 19  | DNS | 91     |
| 17  | Parker Nicklin   | 12  | 11  | 15  | C   | 11  | 13  | 19  | 16  | 15  |     |     |     |     |     |     | 13  | 12  | 78     |
| 18  | Jay Horak        | 15  | 9   |     |     | 13  | 17  | Wth | Wth | Wth |     | 12  | 12  |     |     |     | 15  | 17  | 58     |
| 19  | Michael Johnson  | Wth | Wth |     |     |     |     |     |     |     |     |     |     |     | 15  | 15  | 10  | 13  | 31     |
| 20  | Scott Hargrove   |     |     |     |     |     |     | 7   | 12  | 9   |     |     |     |     |     |     |     |     | 21     |
| 21  | Bryson Schutte   |     |     |     |     |     |     |     |     |     |     | 10  | 11  |     |     |     |     |     | 21     |
| 22  | Bob Kaminsky     |     |     |     |     |     |     | 15  | 19  | 18  |     |     |     |     | 17  | 18  |     |     | 12     |
| 23  | Kevin Davis      |     |     |     |     |     |     | 16  | 20  | 16  |     |     |     |     |     |     |     |     | 6      |
| 24  | Carlos Conde     |     |     |     |     |     |     | 17  | 21  | 20  |     |     |     |     |     |     |     |     | 2      |
| Pos | Rijder           | STP | STP | NOL | NOL | BAR | BAR | IMS | IMS | IMS | IND | TOR | TOR | IOW | MOH | MOH | LAG | LAG | Punten |

| Kleur       | Resultaat                       |
| ----------- | ------------------------------- |
| Goud        | Winnaar                         |
| Zilver      | 2de plaats                      |
| Brons       | 3de plaats                      |
| Groen       | 4de en 5de plaats               |
| Lichtblauw  | 6de–10de plaats                 |
| Donkerblauw | Gefinisht (buiten de Top 10)    |
| Paars       | Niet gefinisht                  |
| Rood        | Niet gekwalificeerd (DNQ)       |
| Bruin       | Teruggetrokken (Wth)            |
| Zwart       | Gediskwalificeerd (DSQ)         |
| Wit         | Niet Gestart (DNS)              |
| Blank       | Nam geen deel aan de race (DNP) |
| Blank       | Niet geracet                    |

| Toegevoegde info |                                       |
| vet              | Pole positie (1 punt)                 |
| cursief          | Snelste ronde (1 punt)                |
| *                | Meeste ronden aan de leiding (1 punt) |

| Kleur       | Resultaat                       |
| ----------- | ------------------------------- |
| Goud        | Winnaar                         |
| Zilver      | 2de plaats                      |
| Brons       | 3de plaats                      |
| Groen       | 4de en 5de plaats               |
| Lichtblauw  | 6de–10de plaats                 |
| Donkerblauw | Gefinisht (buiten de Top 10)    |
| Paars       | Niet gefinisht                  |
| Rood        | Niet gekwalificeerd (DNQ)       |
| Bruin       | Teruggetrokken (Wth)            |
| Zwart       | Gediskwalificeerd (DSQ)         |
| Wit         | Niet Gestart (DNS)              |
| Blank       | Nam geen deel aan de race (DNP) |
| Blank       | Niet geracet                    |

| Toegevoegde info |                                       |
| vet              | Pole positie (1 punt)                 |
| cursief          | Snelste ronde (1 punt)                |
| *                | Meeste ronden aan de leiding (1 punt) |

- Coureurs moeten ten minste 50% van de raceafstand afgelegd hebben voor volledige punten, anders wordt 1 punt uitgereikt.
- De eerste race op de Indianapolis Motor Speedway is een race die gehouden werd ter vervanging van de tweede race op NOLA Motorsports Park. Coureurs die niet op NOLA aanwezig waren, waren niet gemachtigd om punten te scoren.

* Weiron Tan kreeg 5 strafpunten vanwege vermijdbaar contact op Barber Motorsports Park.

** Daniel Burkett kreeg 10 strafpunten vanwege vermijdbaar contact in Toronto.
| Positie | 1  | 2  | 3  | 4  | 5  | 6  | 7  | 8  | 9  | 10 | 11 | 12 | 13 | 14 | 15 | 16 | 17 | 18 | 19 | 20 |
| ------- | -- | -- | -- | -- | -- | -- | -- | -- | -- | -- | -- | -- | -- | -- | -- | -- | -- | -- | -- | -- |
| Punten  | 29 | 25 | 22 | 19 | 17 | 15 | 14 | 13 | 12 | 11 | 10 | 9  | 8  | 7  | 6  | 5  | 4  | 3  | 2  | 1  |

### Teams
| Pos | Team                                      | Punten |
| --- | ----------------------------------------- | ------ |
| 1   | Juncos Racing                             | 426    |
| 2   | Team Pelfrey                              | 387    |
| 3   | Cape Motorsports with Wayne Taylor Racing | 352    |
| 4   | Andretti Autosport                        | 257    |
| 5   | M1 Racing                                 | 88     |
| 6   | JDC Motorsports                           | 84     |
| 7   | World Speed Motorsports                   | 46     |
| 8   | Kaminsky Racing                           | 16     |

1991 · 1992 · 1993 · 1994 · 1995 · 1996 · 1997 · 1998 · 1999 · 2000 · 2001 · 2002 · 2003 · 2004 · 2005 · 2006 · 2007 · 2008 · 2009 · 2010 · 2011 · 2012 · 2013 · 2014 · 2015 · 2016 · 2017 · 2018 · 2019 · 2020 · 2021 · 2022 · 2023 · 2024 · 2025